# Angus T. Jones
Angus Turner Jones (Austin, 8 ottobre 1993) è un attore statunitense.

## Biografia
Jones è nato a Austin da Kelly Jones e Charles Carey Lynn Claypool. Ha vissuto ad Ontario, durante la sua infanzia. Egli ha anche un fratello minore di nome Otto. Jones è diventato membro della Chiesa cristiana avventista del settimo giorno nell'area di San Fernando Valley nel giugno 2012.
Jones ha ottenuto fama mondiale come protagonista della sitcom Due uomini e mezzo; ha inoltre recitato in diversi film, tra cui Spot - Supercane anticrimine, Un sogno, una vittoria, Bringing Down the House e George of the Jungle 2. È anche apparso nel 2005 in The Christmas Blessing.
Nel maggio 2008 la rivista People lo ha nominato "World's Richest Teen", avendo guadagnato 1,5 milioni di dollari a stagione per Due uomini e mezzo. Nel 2006 ha ricevuto il premio di Miglior giovane attore di supporto in una sit-com per Due uomini e mezzo. Nel 2010 è apparso nel primo episodio di Hannah Montana Forever.
È apparso nuovamente accanto a Charlie Sheen in un episodio della serie Bookie, nel 2023.

## Filmografia

### Cinema
- Inganni pericolosi (Simpatico), regia di Matthew Warchus (1999)
- Spot - Supercane anticrimine (See Spot Run), regia di John Whitesell (2001)
- Un sogno, una vittoria (The Rookie), regia di John Lee Hancock (2002)
- Un ciclone in casa (Bringing Down the House), regia di Adam Shankman (2003)
- George re della giungla 2 (George of the Jungle 2), regia di David Grossman (2003)

### Televisione
- A cena da amici (Dinner with Friends), regia di Norman Jewison – film TV (2001)
- E.R. - Medici in prima linea (ER) – serie TV, episodio 8x09 (2001)
- Audrey's Rain, regia di Sam Pillsbury – film TV (2003)
- The Christmas Blessing, regia di Sam Pillsbury – film TV (2005)
- CSI - Scena del crimine (CSI: Crime Scene Investigation) – serie TV, episodio 8x16 (2008)
- Hannah Montana – serie TV, episodio 4x01 (2010)
- Due uomini e mezzo (Two and a Half Men) – serie TV, 226 episodi (2003-2015)

## Doppiatori italiani
- Jacopo Cinque in Due Uomini e mezzo (st. 1-2)
- Alessio Nissolino in Due Uomini e mezzo (st. 3-12)
- Furio Pergolani in Un ciclone in casa
- Alex Polidori in Un sogno, una vittoria
- Flavio Aquilone in Spot - Supercane anticrimine